# Álvaro Albacete Perea
Álvaro Albacete Perea (Murcia, 1967) es un diplomático español. Es el embajador de España en Venezuela (desde 2024).

## Biografía
Nacido en Murcia (1967). Tras licenciarse en Derecho en la Universidad de Murcia, completó su formación universitaria con un máster en relaciones internacionales en el Instituto Universitario de Investigación Ortega y Gasset y con el Programa de Liderazgo de la Gestión Pública en el IESE Business School.
En el ministerio de Asuntos Exteriores ha sido: jefe adjunto del Gabinete del Ministro; director general del Centro Sefarad-Israel y Embajador en Misión Especial responsable de las relaciones de España con las Comunidades y Organizaciones Judías (hasta 2014); y jefe de gabinete del ministro de Cultura, Ernest Urtasun (29 de noviembre de 2023-3 de diciembre de 2024).
En el extranjero estuvo destinado por la Comisión Europea en Bosnia-Herzegovina, como asesor especializado en el área de buen gobierno (1999-2002). Trabajó en el Banco Interamericano de Desarrollo en sus sedes de: Buenos Aires (Argentina), La Paz (Bolivia), Ciudad de Panamá (Panamá) y Asunción (Paraguay).
También fue asesor diplomático en el gabinete del presidente del Gobierno (2021-2022); vicesecretario general de Educación Superior e Investigación de la Unión por el Mediterráneo (2022-2024), y secretario general adjunto del Centro de Diálogo Interreligioso e Intercultural Rey Abdalá bin Abdulaziz (Viena, 2014-2021).
En diciembre de 2024 fue nombrado embajador del Reino de España ante la República Bolivariana de Venezuela.
Álvaro Albacete ha publicado varios estudios y artículos sobre relaciones internacionales en prensa escrita y revistas especializadas. Ha sido profesor visitante en las diversas universidades españolas: Murcia, Jaén, Alicante y de las Islas Baleares. Sus temas de investigación se han centrado en: cooperación al desarrollo, cultura de paz, democracia y diplomacia.